# Richard Marquand
Richard Alfred Marquand (ur. 22 września 1937 w Cardiff, zm. 4 września 1987 w Tunbridge Wells) – brytyjski reżyser filmowy.

## Kariera
Zasłynął głównie jako reżyser zrealizowanej w 1983 szóstej części legendarnego cyklu Gwiezdne wojny (wystąpił w niej również w roli cameo). Dwa lata później nakręcił uznany thriller pt. Nóż (1985; inny tytuł – Zębate ostrze) z Glenn Close i Jeffem Bridgesem w rolach głównych.
Reżyserską karierę Marquanda przerwała nagła śmierć. Zmarł w 1987 roku w wieku 49 lat w wyniku wylewu krwi do mózgu.

## Życie prywatne
W latach 1960–1970 jego żoną była Josephine Elwyn-Jones. Od 1981 roku do swojej śmierci był związany z Carol Bell. Z obiema żonami miał dwoje dzieci.

## Filmografia
- Edward II (1970)
- Dziedzictwo (1978)
- Narodziny Beatlesów (1979)
- Igła (1981)
- Gwiezdne wojny: część VI – Powrót Jedi (1983)
- Do września (1984)
- Nóż (1985; znany także pt. Zębate ostrze)
- Płonące serce (1987)